# 答志島温泉
答志島温泉（とうしじまおんせん）は、三重県鳥羽市答志町にある温泉。鳥羽市にある他の温泉と含めて、鳥羽温泉郷を構成している。

## 泉質
- ナトリウム・カルシウム-塩化物冷鉱泉
  - 泉温　18.1℃

## 温泉街
鳥羽の離島である答志島に十数軒の旅館・民宿が点在している。そのうち、温泉を引いているのは旅館3軒のみ。
3軒ともに源泉は異なるため、湧出量・phも異なっている。一部の宿泊施設では日帰り入浴も扱っている。

## 歴史
3軒のうち、最初に開業したのは寿々波（1958年創業）である。

## アクセス
- 近畿日本鉄道近鉄鳥羽線・鳥羽駅より佐田浜桟橋まで徒歩10分。

- 伊勢自動車道伊勢インターチェンジから伊勢二見鳥羽ライン経由、佐田浜桟橋駐車場まで車で10分。

以下の通り、答志島へのアクセスは船のみである。
- 鳥羽港の佐田浜桟橋（鳥羽マリンターミナル）から、鳥羽市営定期船で北東部の答志集落まで約30分、和具まで25分。桃取まで約15分。

運賃は2019年10月現在、それぞれ答志・和具が550円と桃取まで450円。